# العدنانية (الرقة)
العدنانية قرية سورية تتبع ناحية مركز الرقة في منطقة مركز الرقة في محافظة الرقة. بلغ عدد سكانها 1931 نسمة في عام 2004 حسب إحصاء المكتب المركزي للإحصاء.